# Nigel Weiss
Nigel Oscar Weiss FRS (África do Sul, 16 de dezembro de 1936) é um astrônomo e matemático sul-africano.
Obteve um doutorado em 1961 na University of Cambridge, com a tese Variable Hydromagnetic Motions, orientado por Edward Bullard.